# Episodi di Padre Brown (ottava stagione)
L'ottava stagione della serie televisiva Padre Brown è stata trasmessa sul canale britannico BBC One dal 6 al 17 gennaio 2020.
In Italia, la stagione è andata in onda dal 21 febbraio al 20 marzo 2020 su Paramount Network.
| nº | Titolo originale                    | Titolo italiano                 | Prima TV Regno Unito | Prima TV Italia  |
| -- | ----------------------------------- | ------------------------------- | -------------------- | ---------------- |
| 1  | The Celestial Choir                 | Il coro celestiale              | 6 gennaio 2020       | 21 febbraio 2020 |
| 2  | The Queen Bee                       | L'ape regina                    | 7 gennaio 2020       | 21 febbraio 2020 |
| 3  | The Scales of Justice               | La bilancia della giustizia     | 8 gennaio 2020       | 28 febbraio 2020 |
| 4  | The Wisdom of the Fool              | La saggezza del folle           | 9 gennaio 2020       | 28 febbraio 2020 |
| 5  | The Folly of Jephthah               | La grande sfida                 | 10 gennaio 2020      | 6 marzo 2020     |
| 6  | The Numbers of the Beast            | I numeri della bestia           | 13 gennaio 2020      | 6 marzo 2020     |
| 7  | The River Corrupted                 | Lungo il fiume                  | 14 gennaio 2020      | 13 marzo 2020    |
| 8  | The Curse of the Aesthetic          | Angeli terreni                  | 15 gennaio 2020      | 13 marzo 2020    |
| 9  | The Fall of the House of St Gardner | La caduta della casa S. Gardner | 16 gennaio 2020      | 20 marzo 2020    |
| 10 | The Tower of Lost Souls             | La torre delle anime perse      | 17 gennaio 2020      | 20 marzo 2020    |